# Ijakob Makarašvili
Ijakob Makarašvili (* 28. prosince 1985) je gruzínský zápasník–volnostylař.

## Sportovní kariéra
Připravoval se v Tbilisi pod vedením Tamaze Bendyjanašviliho a později Emzara Bedynejišviliho. V gruzínské volnostylařské reprezentaci se prosadil teprve ve svých 28 letech od roku 2013. O pozici reprezentační jedničky bojoval s gorským Džumberem Kvelašvilim. V dubnu 2016 se kvalifikoval z evropské olympijské kvalifikace v srbském Zrenjaninu na olympijské hry v Riu. V Riu nezvládl čtvrtfinále s Ázerbájdžáncem Džabrajilem Hasanovem, když se hned v úvodní minutě nechal po hrubé chybě chytit do zámku a prohrál jednoznačně 0:11 na technickou převahu soupeře.

## Výsledky
| Turnaj             | 2013 | 2014 | 2015 | 2016 |
| Turnaj             | 28   | 29   | 30   | 31   |
| Turnaj             | -74  | -74  | -74  | -74  |
| ------------------ | ---- | ---- | ---- | ---- |
| Olympijské hry     |      |      |      | úč.  |
| Mistrovství světa  | 5.   | —    | —    |      |
| Evropské hry       |      |      | —    |      |
| Mistrovství Evropy | —    | úč.  | —    | 3.   |